# 卡琳·莫罗德尔
卡琳·莫罗德尔（德語：Karin Moroder，1974年11月30日—），意大利女子越野滑雪运动员。她曾代表意大利参加1998年、2002年和2010年冬季奥林匹克运动会越野滑雪比赛，获得一枚铜牌。